# Otakar Havelka
Otakar Havelka (23. září 1870 Potěhy – ???) byl český a československý politik, meziválečný senátor Národního shromáždění ČSR za Republikánskou stranu zemědělského a malorolnického lidu (agrárníky).

## Biografie
Profesí byl advokátem na Královských Vinohradech. K roku 1930 se uvádí i jako předseda zastupitelstva říšské odborové organizace Domova, majitelů domů a domků při agrární straně.
V parlamentních volbách v roce 1925 získal senátorské křeslo v Národním shromáždění. Mandát obhájil v parlamentních volbách v roce 1929 a parlamentních volbách v roce 1935. V senátu setrval do jeho zrušení roku 1939, přičemž krátce předtím ještě v prosinci 1938 přestoupil k nově zřízené Straně národní jednoty.